# Pumori
Pumori är ett berg i Nepal. Det ligger i den autonoma regionen Tibet, i den norra delen av landet, omkring 460 kilometer sydväst om regionhuvudstaden Lhasa. Toppen på Pumori är 7 161 meter över havet, eller 1 312 meter över den omgivande terrängen. Bredden vid basen är 11,2 km.
Runt Pumori är det ganska glesbefolkat, med 43 invånare per kvadratkilometer. Det finns inga samhällen i närheten. Trakten runt Pumori består i huvudsak av gräsmarker.

Pumori
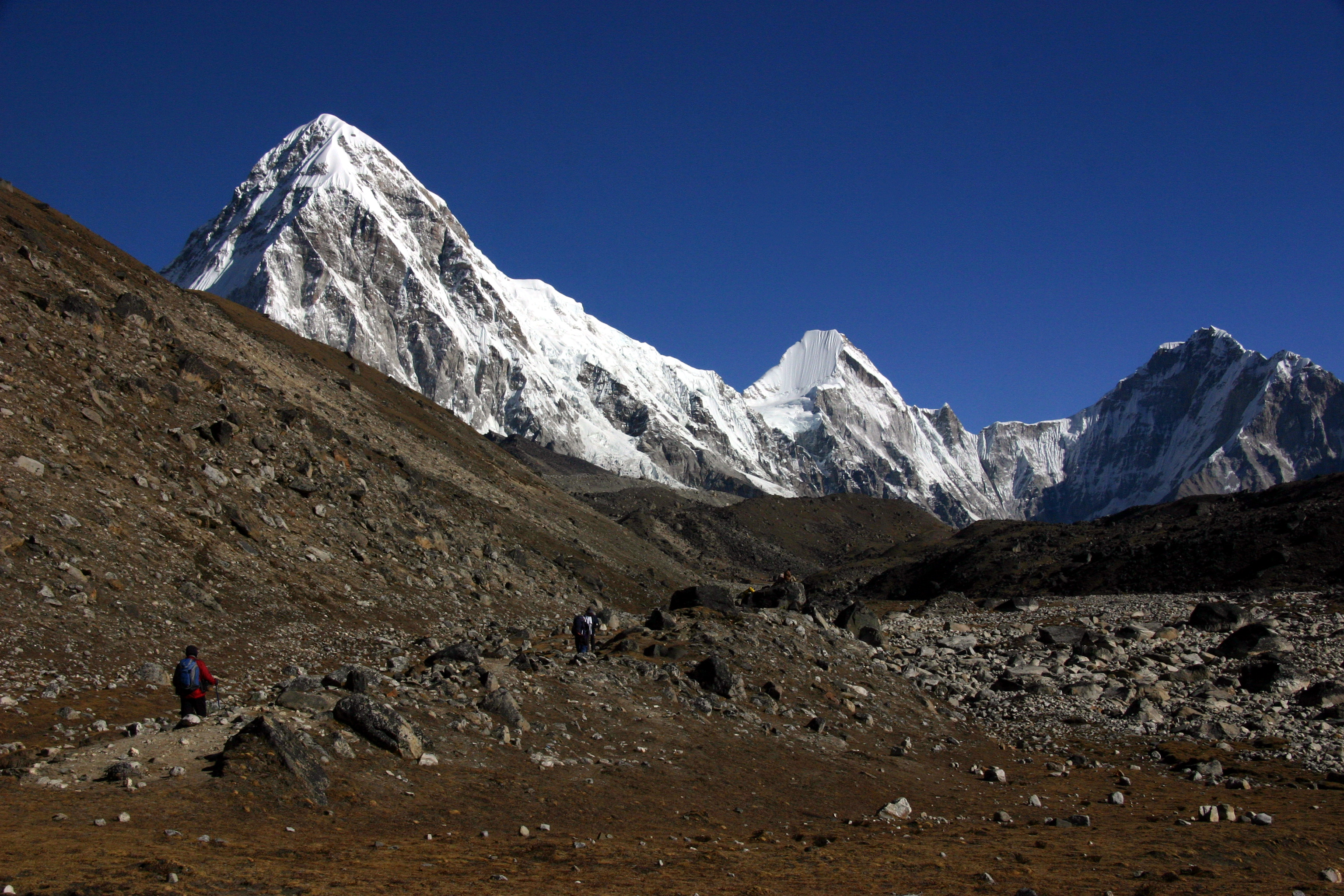
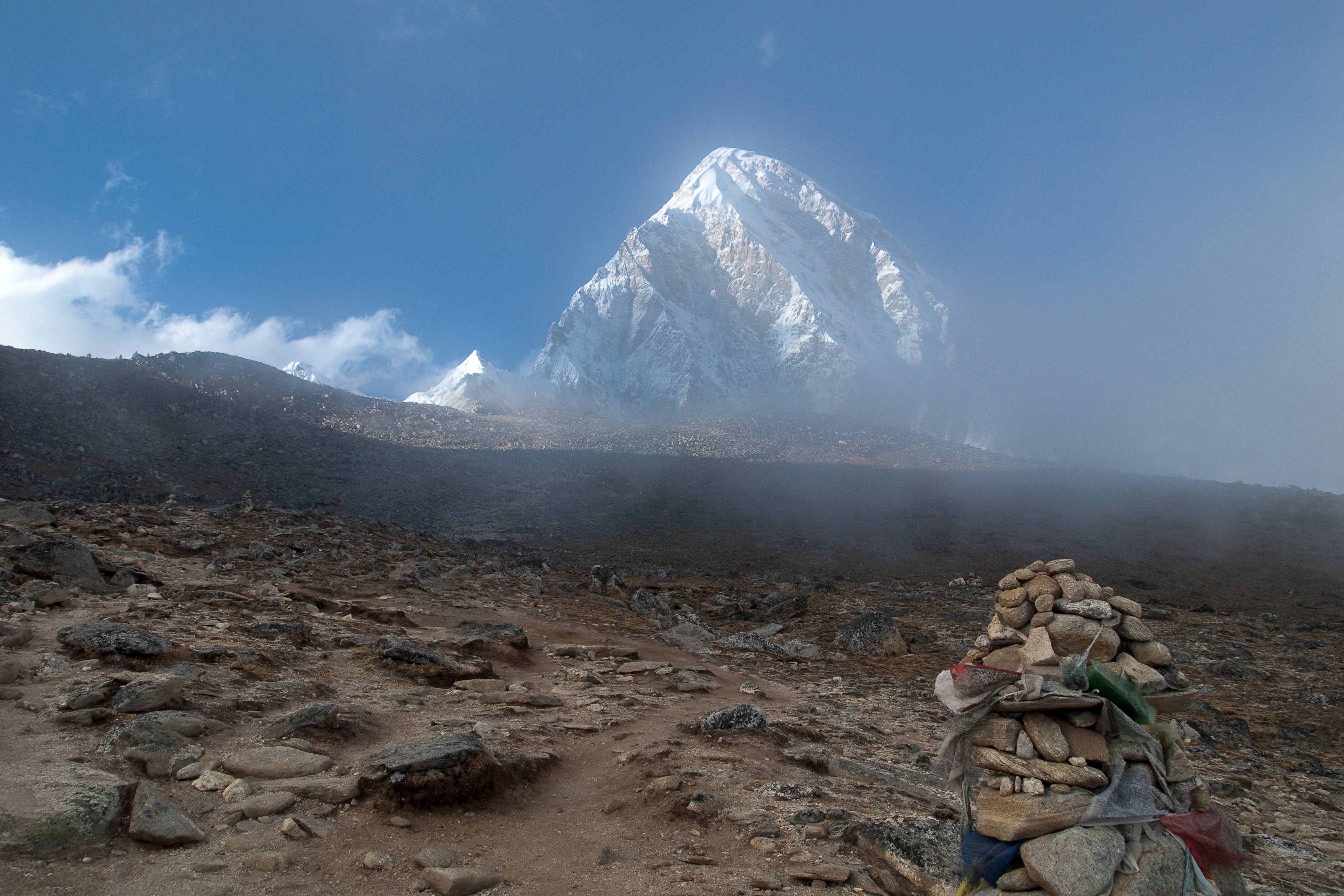
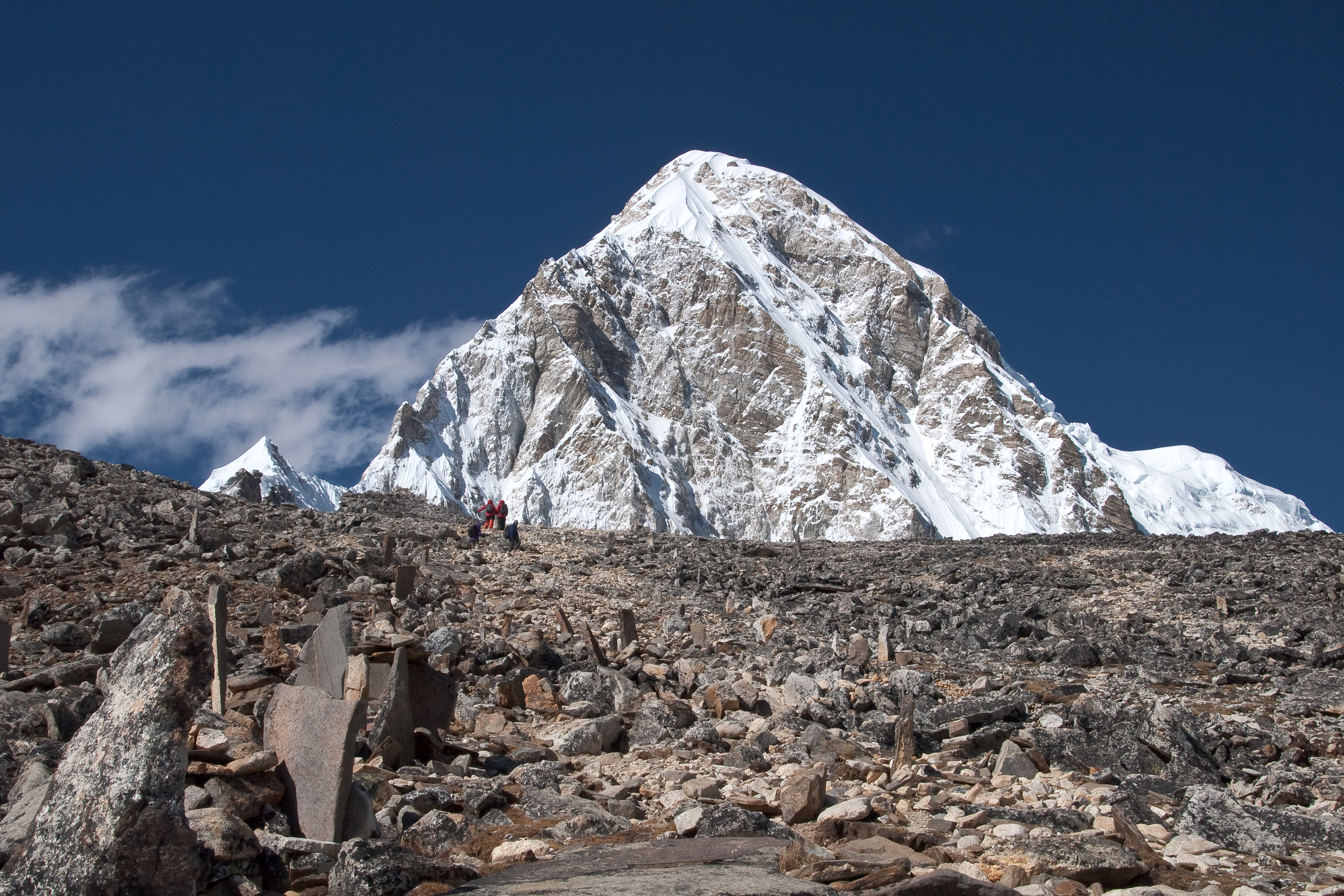